# Warren Hill
Warren Hill (Toronto, 15 april 1966) is een Canadese jazzsaxofonist.

## Biografie
Hill werd ontdekt in 1988 tijdens een optreden bij een diploma-uitreiking aan het Berklee College of Music in Boston. Producent Russ Titelman, die zich onder het publiek bevond, nodigde hem uit om op te nemen op een album van Chaka Khan. Na te zijn verhuisd naar Los Angeles, tekende hij in 1991 bij RCA Records  en nam hij zijn debuutalbum Kiss Under the Moon op. Hij ondersteunde Natalie Cole tijdens haar tournee voor haar album Unforgettable. Hij had in 1993 een hit met de song The Passion Theme van de film Body of Evidence.
In de smooth jazz waren Our First Dance, Do You Feel What I'm Feeling, Mambo 2000, Tamara, Still in Love, La Dolce Vita, Promises, Take Out Dreams, Tears in Heaven, Another Goodbye, Tell Me All Your Secrets, You Are the One en Turn Out the Lights zijn nummer 1-hits. Hill en zijn echtgenote Tamara VanCleef-Hill schreven en produceerden de song Shelter from the Storm. Deze werd gekenmerkt door de song Tell Me What You Dream van Restless Heart en Baby I Love Your Way van Big Mountain.  Hij verscheen bij de tv-show Top of the Pops bij de BBC in het Verenigd Koninkrijk. Hill richtte in 2004 een smooth jazz cruise op. Hij is ook de gastheer en eigenaar van het Cancun Jazz Festival, heeft zijn instrument-merk vastgelegd en is mede-oprichter van Songbird Records.
Zijn album Devotion kwam uit in 1993 en Truth een jaar later. In 1997 wisselde hij naar Discovery Records, die Shelter (1997) en Life Thru Rose Colored Glasses (1998) uitbrachten. Love Life (2000) werd uitgebracht bij Narada Records, gevolgd door Love Songs en A Warren Hill Christmas in 2002 en PopJazz in 2005. In 2008 tekende hij bij Koch Records, die in juni van dat jaar La Dolce Vita uitbrachten.

## Discografie

### Singles
- 2008:	La Dolce Vita

Gastsingles
- 1993:	Tell Me What You Dream (Restless Heart)
- 2008:	On the Upside (Steve Oliver)

### Albums
- 1991:	Kiss Under the Moon (RCA Records)
- 1993:	Devotion
- 1994:	Truth
- 1997:	Shelter (Discovery Records)
- 1998:	Life Thru Rose Colored Glasses
- 2000:	Love Life (Narada Records)
- 2002:	Love Songs
- ????: A Warren Hill Christmas
- 2005:	PopJazz (PopJazz)
- 2008:	La Dolce Vita (Koch Records)